# Lincoln, New Mexico
Lincoln är en liten by i Lincoln County, New Mexico, USA. Huvudgatan är bevarad som den såg ut på 1800-talet och 1960 blev byn utsedd till National Historic Landmark. 17 byggnader är bevarade och några kan man besöka då de nu är museum. Här utspelades slutstriden i Lincoln County War. Mest kända person som bott här är Billy the Kid som bodde här 1876-1879. Idag bor 51 personer här som lever på turism. På 1800-talet var invånarantalet över 800 personer. Staden var huvudort i countyt ända fram till 1909, då staden Carrizozo som hade tågförbindelse blivit större, och majoriteten av invånarna i Lincoln hade flyttat dit i stället.

## Museum
Fyra museibyggnader är öppna året runt och två på sommaren.
- Domstolsbyggnaden - Billy the Kid flydde från detta fängelset 28 april 1881, under flykten dödade han två vicesheriffer. Han satt fängslad och väntade på att bli hängd för mordet på en sheriff då han flydde.
- Tunstall Store - Handelsbod från 1800-talet.
- Torreon - 6,1 m högt runt fort som finns i mitten av staden där stadsbefolkningen skyddade sig mot Apacheindianernas attacker.
- Montano Store - Handelsbod från 1800-talet.
- San Juan Mission kyrka - byggdes 1887, denna katolska kyrka används fortfarande för mässor.
- Anderson-Freeman Visitors Center - Här visas stadens historia i en utställning.

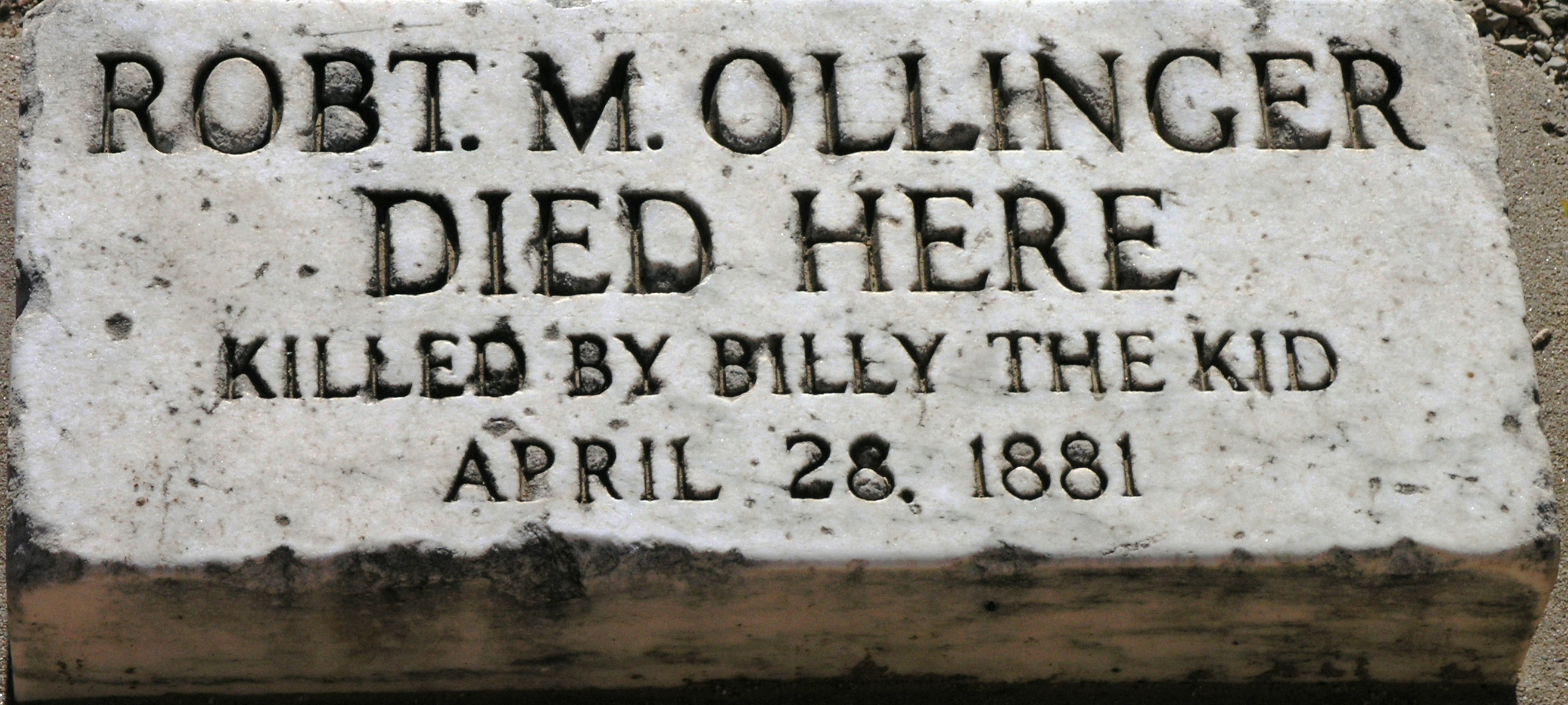
Platsen där vice sheriff Ollinger blev dödad av Billy the Kid är markerad på gatan.

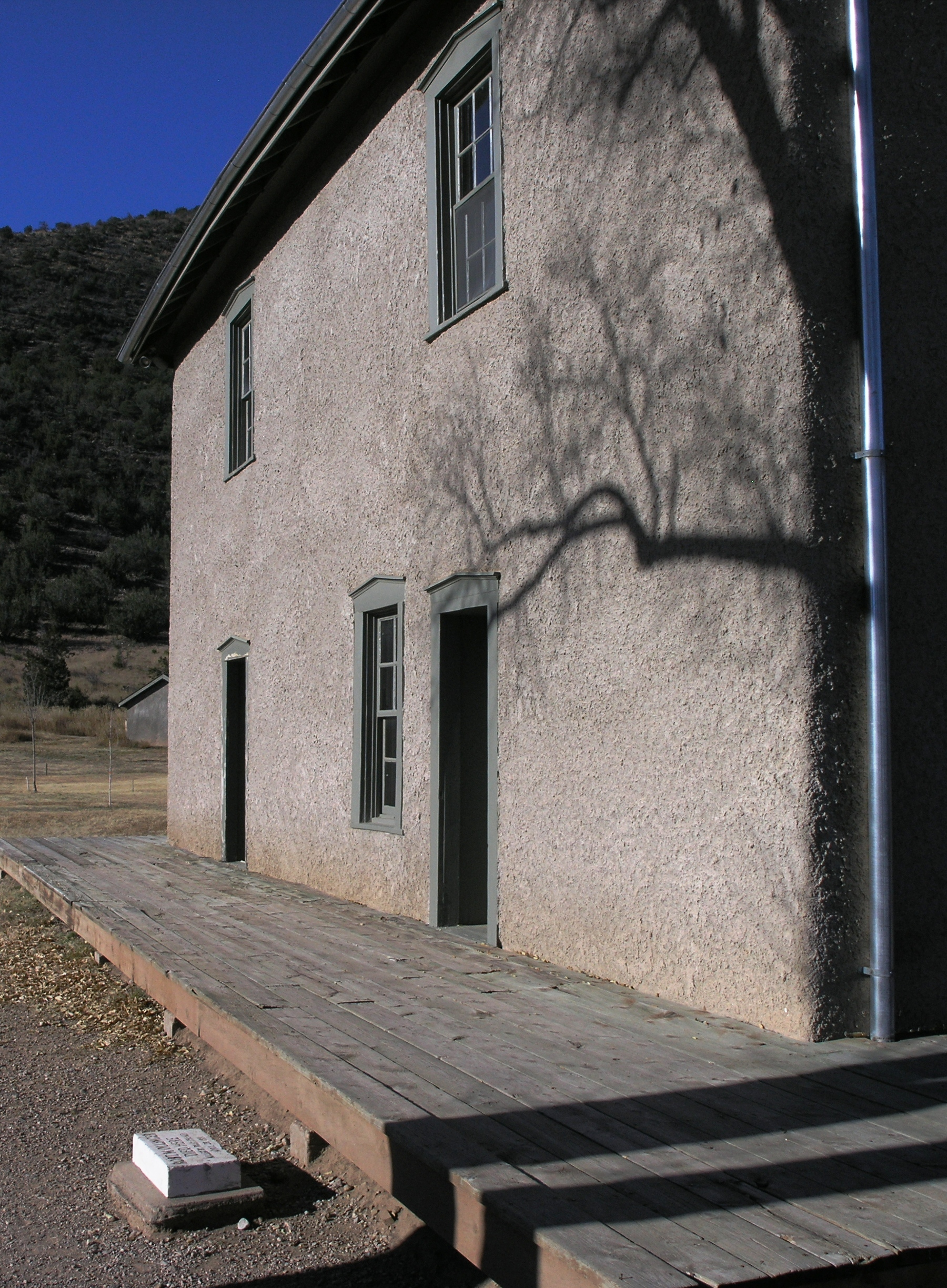
Platsen där vice sheriff Ollinger blev dödad av Billy the Kid är markerad utanför Dolans handelsbod.

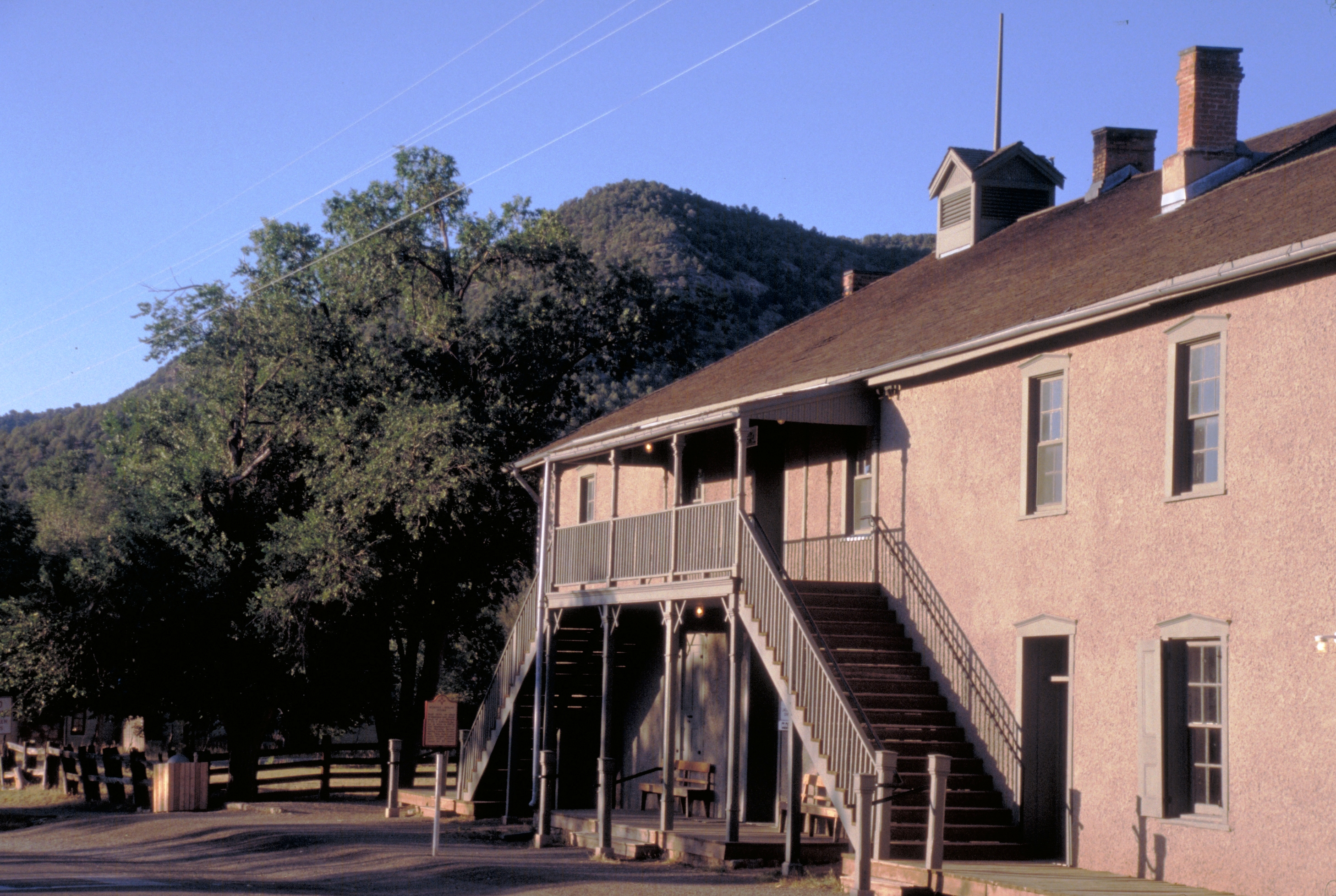
Fängelset och domstolsbyggnaden i staden.

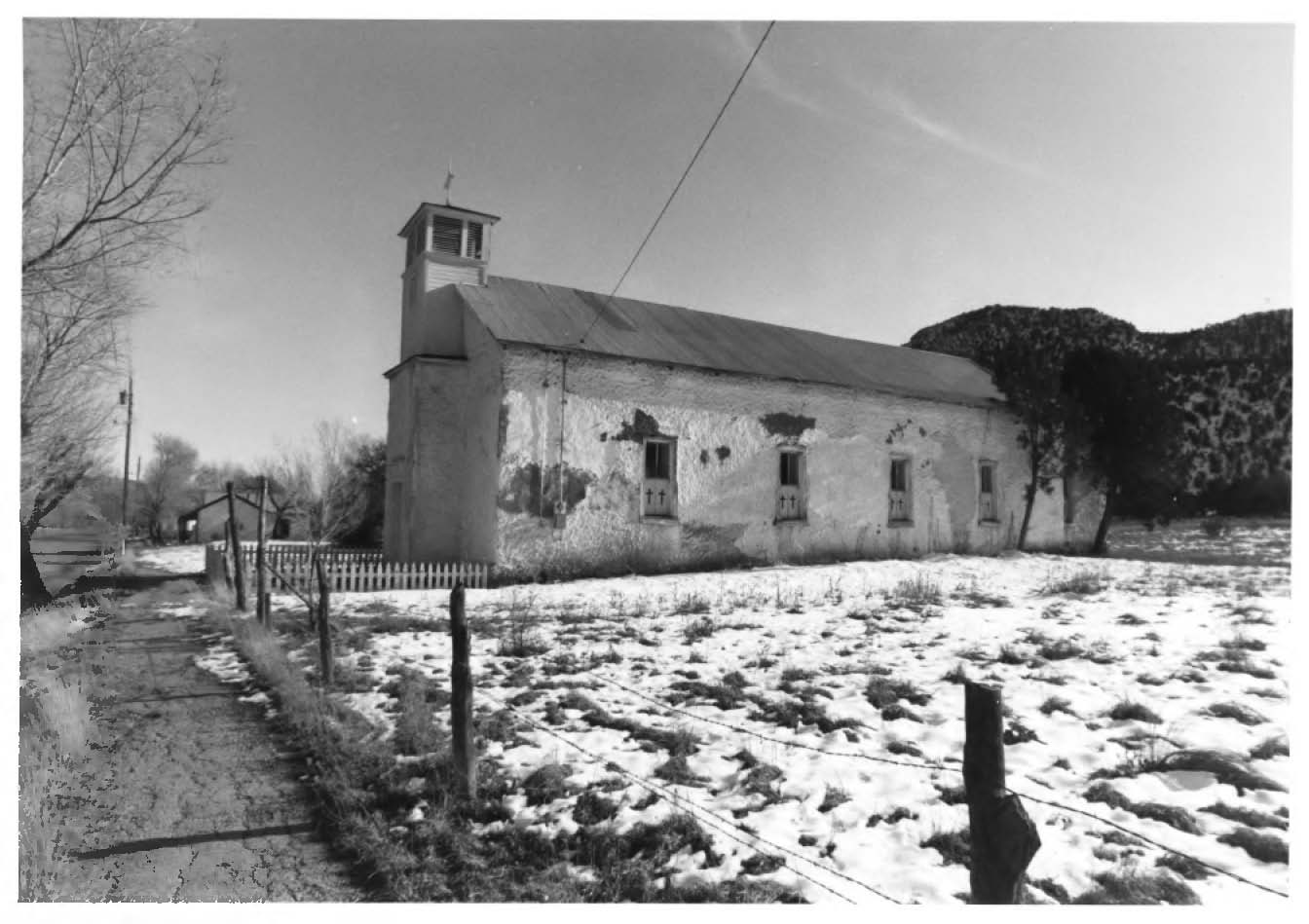
Kyrkan i staden.

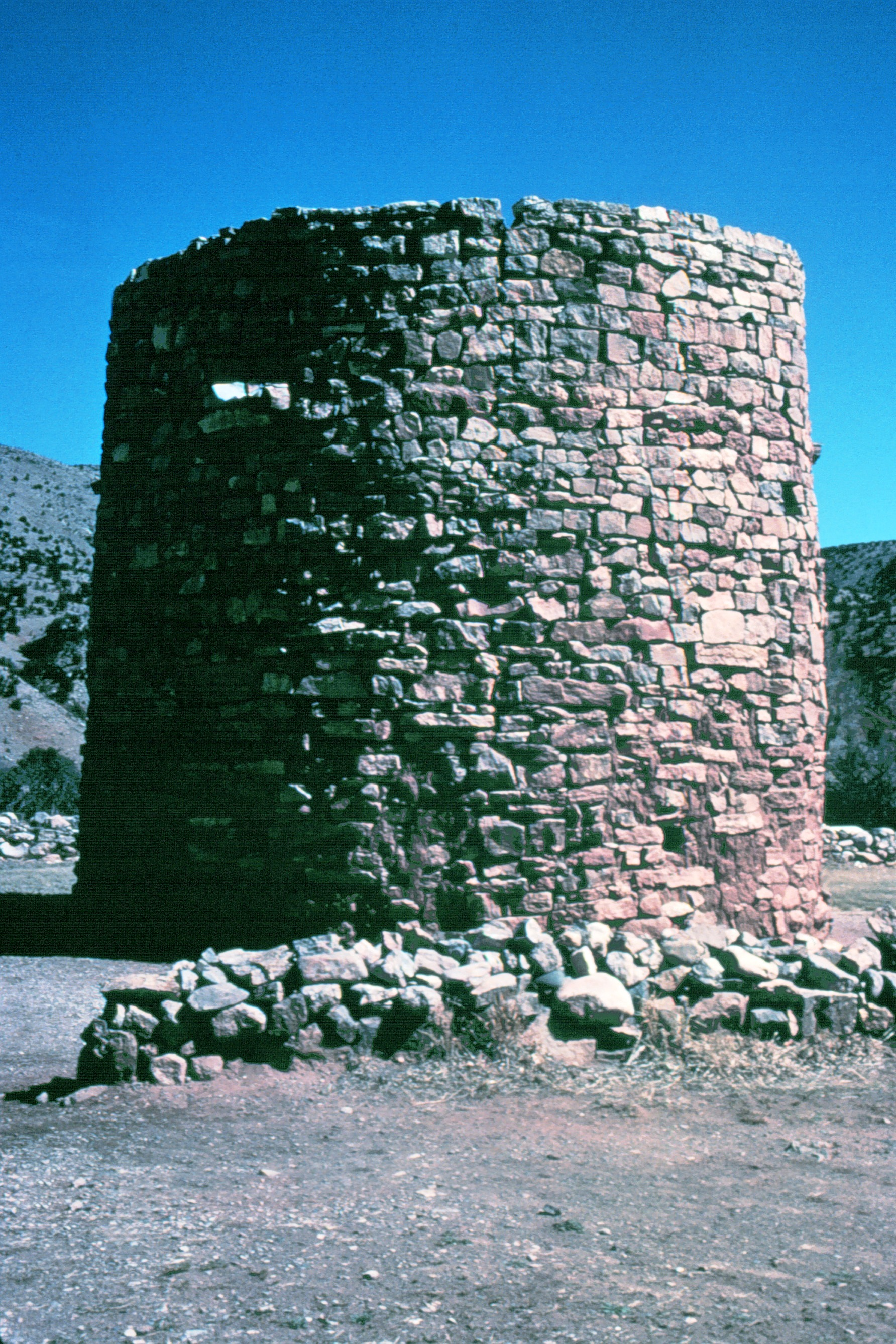
Torreon är ett runt fort som användes som skydd när staden blev anfallen av indianer.

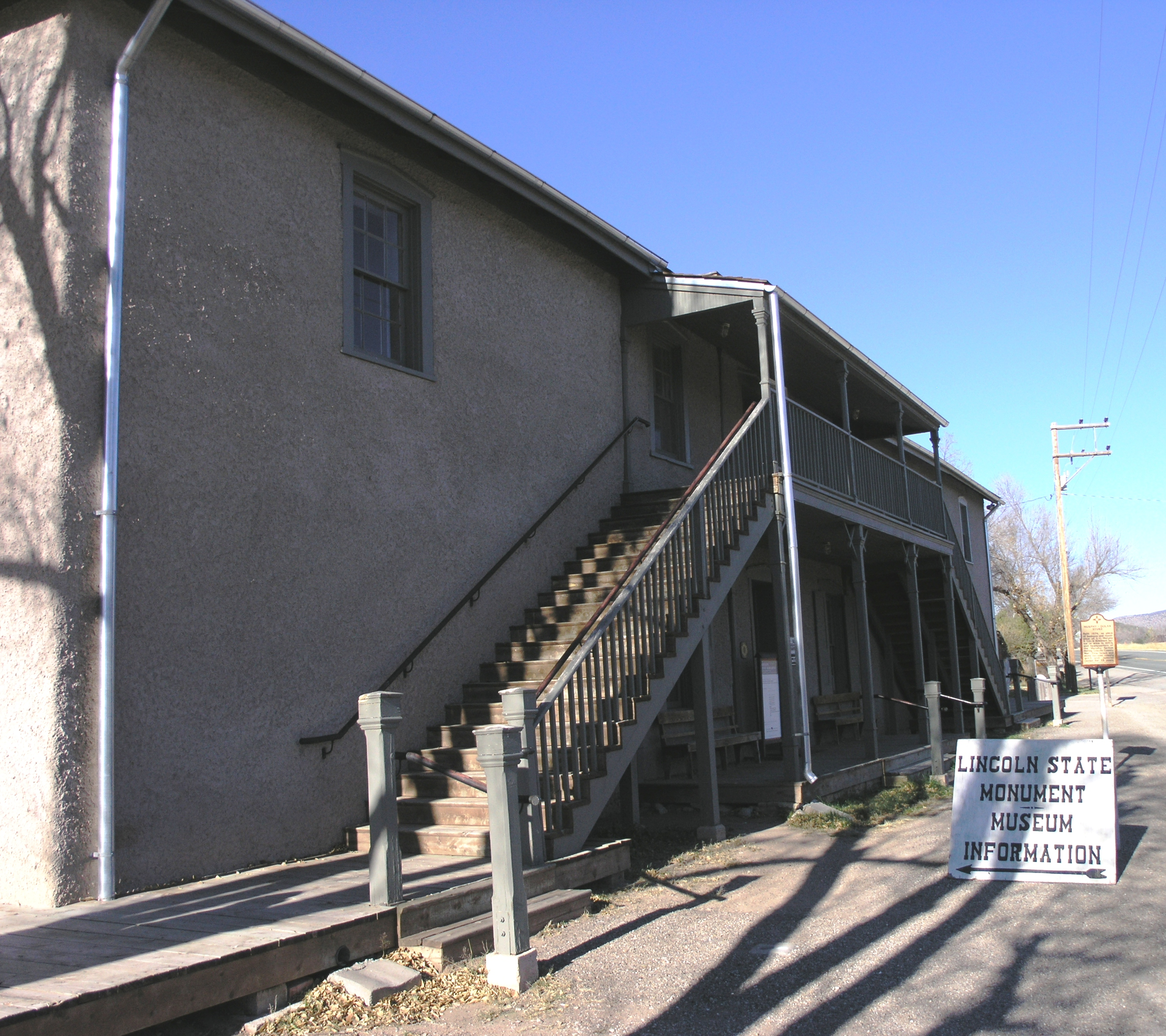
Dolans handelsbod